# Monumento dei diritti dell'uomo e del cittadino
Il monumento dei diritti dell'uomo e del cittadino di Parigi si trova nel Champ de Mars, fra la Tour Eiffel e l'École Militaire.
È stato realizzato dallo scultore Ivan Theimer nel 1989 in occasione del bicentenario della Dichiarazione dei diritti dell'uomo e del cittadino su committenza della città di Parigi.

Monumento ai diritti dell'uomo a Parigi, veduta frontale

Monumento ai diritti dell'uomo a Parigi, veduta retro

La forma del monumento ricorda le mastaba egizie e le sue pareti sono adorne di numerosi riferimenti all'iconografia della Rivoluzione.
Il monumento è costituito dagli elementi seguenti:
- un edificio di blocchi di pietra su base quadrata: lo spazio interno è ottagonale ed è illuminato da un'apertura circolare in alto.

Le facciate esterne sono ornate di testi incisi, di diversi rilievi e di dodici pietre con i sigilli in bronzo delle capitali della comunità europea del 1989:
- due obelischi di bronzo coperti di simboli, rilievi e testi fra cui quello originale della Dichiarazione dei Diritti dell'Uomo del 1789
- una statua in bronzo di un uomo vestito con una toga e che porta in mano dei documenti.
- una statua in bronzo di un uomo che invita i passanti a leggere i testi incisi sugli obelischi
- una statua in bronzo di una donna con il suo bambino che porta un cappello fatto con i giornali che riportano la cronologia degli eventi dell'anno 1989.

Sulla facciata sud-ovest (lato giardini di Champ de Mars) si trovano:
- un triangolo, simbolo frequentemente utilizzato dai massoni per rappresentare l'elevarsi del pensiero umano
- un testo inciso nella pietra che commemora il bicentenario della dichiarazione dei diritti dell'uomo e del cittadino del 1789
- una meridiana.

Sulla facciata nord-est (lato rue de Belgrade) si trovano:
- una porta di bronzo affiancata da due colonne di pietra: sulla porta sono incisi numerosi documenti storici dell'epoca della Rivoluzione francese
- un oculo situato sopra la porta rappresenta un uroboro.

Sugli altri due lati del monumento sono inserite delle pietre che provengono da ciascuno dei dodici paesi che formavano la Comunità europea nel 1989: ogni pietra porta inciso il nome di una capitale ed è ornata dal suo sigillo in bronzo.
Sulla facciata nord-ovest:
- lisboa - madrid - paris - bruss/xelles - london - dublin

Sulla facciata sud-ovest:
- αθήνα - roma - luxembourg - bonn - amsterdam - kobenhavn

La struttura nel suo insieme appoggia su una piattaforma costituita da due gradoni. Agli angoli si trovano dei grandi bracieri in bronzo.

## Galleria d'immagini

Veduta d'insieme
Porta socchiusa
Veduta dell'interno
Oculo
Lato sud-est
Lato sud-ovest
Interno: particolare
Particolare del monumento